# Psilocybe tampanensis
O Psilocybe tampanensis é um cogumelo psicodélico muito raro da família Hymenogastraceae [en]. Originalmente coletado na natureza em um prado arenoso perto de Tampa, Flórida, em 1977, o fungo não seria encontrado na Flórida novamente até 44 anos depois. O espécime original da Flórida foi clonado e os descendentes continuam em grande circulação. Os basidiomas (cogumelos) produzidos pelo fungo são de cor marrom-amarelada, com píleos convexos a cônicos de até 2,4 cm de diâmetro sobre um estipe fino de até 6 cm de comprimento. O Psilocybe tampanensis forma esclerócios psicoativos semelhantes a trufas (esporocarpos subterrâneos das espécies Tuber) que são conhecidos e vendidos sob o apelido de "pedras filosofais". Os cogumelos e os esclerócios são consumidos por algumas pessoas para fins recreativos ou enteogênicos. Na natureza, os esclerócios são produzidos pelo fungo como uma forma rara de proteção contra incêndios florestais e outros desastres naturais.

## Taxonomia
A espécie foi descrita cientificamente por Steven H. Pollock e pelo micologista mexicano e autoridade em Psilocybe, Gastón Guzmán [en], em uma publicação de 1978 da Mycotaxon. De acordo com Paul Stamets, Pollock faltou a uma "conferência taxonômica chata" perto de Tampa, Flórida, para caçar cogumelos e encontrou um único espécime crescendo em uma duna de areia, que ele não reconheceu. Mais tarde, Pollock clonou o espécime e produziu uma cultura pura, que continua sendo amplamente distribuída até hoje. O holótipo é mantido no herbário do Instituto Politécnico Nacional, no México. Guzmán classificou a P. tampanensis em sua seção Mexicanae, um agrupamento de espécies relacionadas de Psilocybe caracterizadas principalmente por terem esporos com comprimento superior a 8 μm.

## Descrição

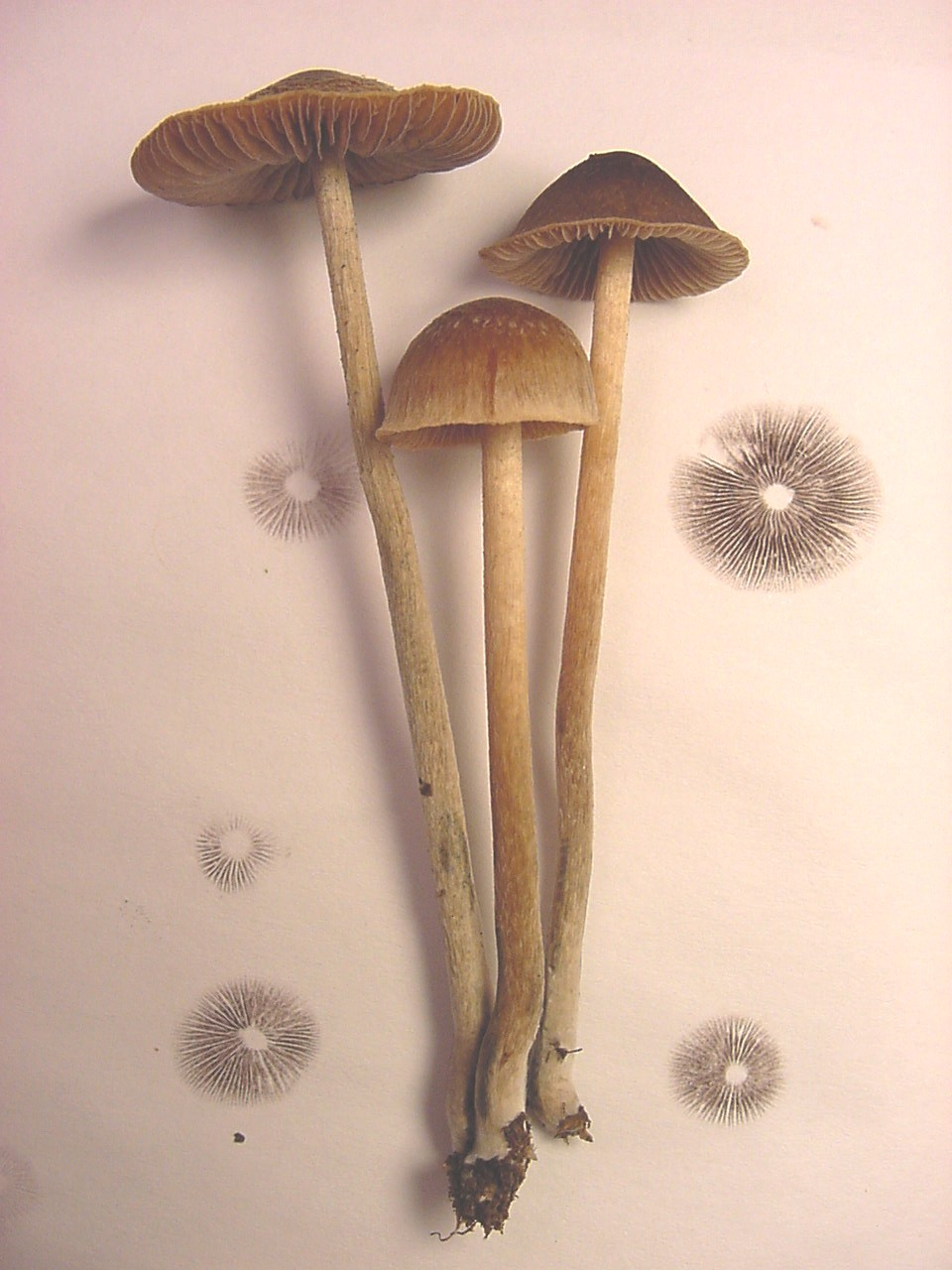
Psilocybe tampanensis basidiomas e esporada de espécimes cultivados

O formato do píleo varia de convexo ou cônico com um leve umbo, expandindo-se com a idade para se tornar achatado ou com uma leve depressão central; atinge diâmetros de 1 a 2,4 cm. A superfície é lisa, não estriada (ranhurada), marrom-ocrácea a marrom-palha, higrófana, ficando na cor couro a cinza-amarelada quando seca, com leves tons azulados na margem; é um pouco pegajosa quando molhada. As lamelas são mais ou menos adnatas (amplamente presas ao estipe um pouco acima da parte inferior da lamela, com a maior parte da lamela fundida ao estipe) e de cor marrom a marrom-púrpura escuro com bordas mais claras. O estipe tem de 2 a 6 cm de comprimento, de 1 a 2 mm de espessura e a largura é igual em toda a extensão, sendo ligeiramente alargado perto da base. Há fibrilas perto do topo do estipe. O véu parcial é cortinado (em forma de teia de aranha, semelhante ao véu parcial das espécies Cortinarius) e logo desaparece. A carne é esbranquiçada a amarelada e fica azulada quando ferida. O sabor e o odor são levemente farináceos (semelhantes aos de farinha recém moída).

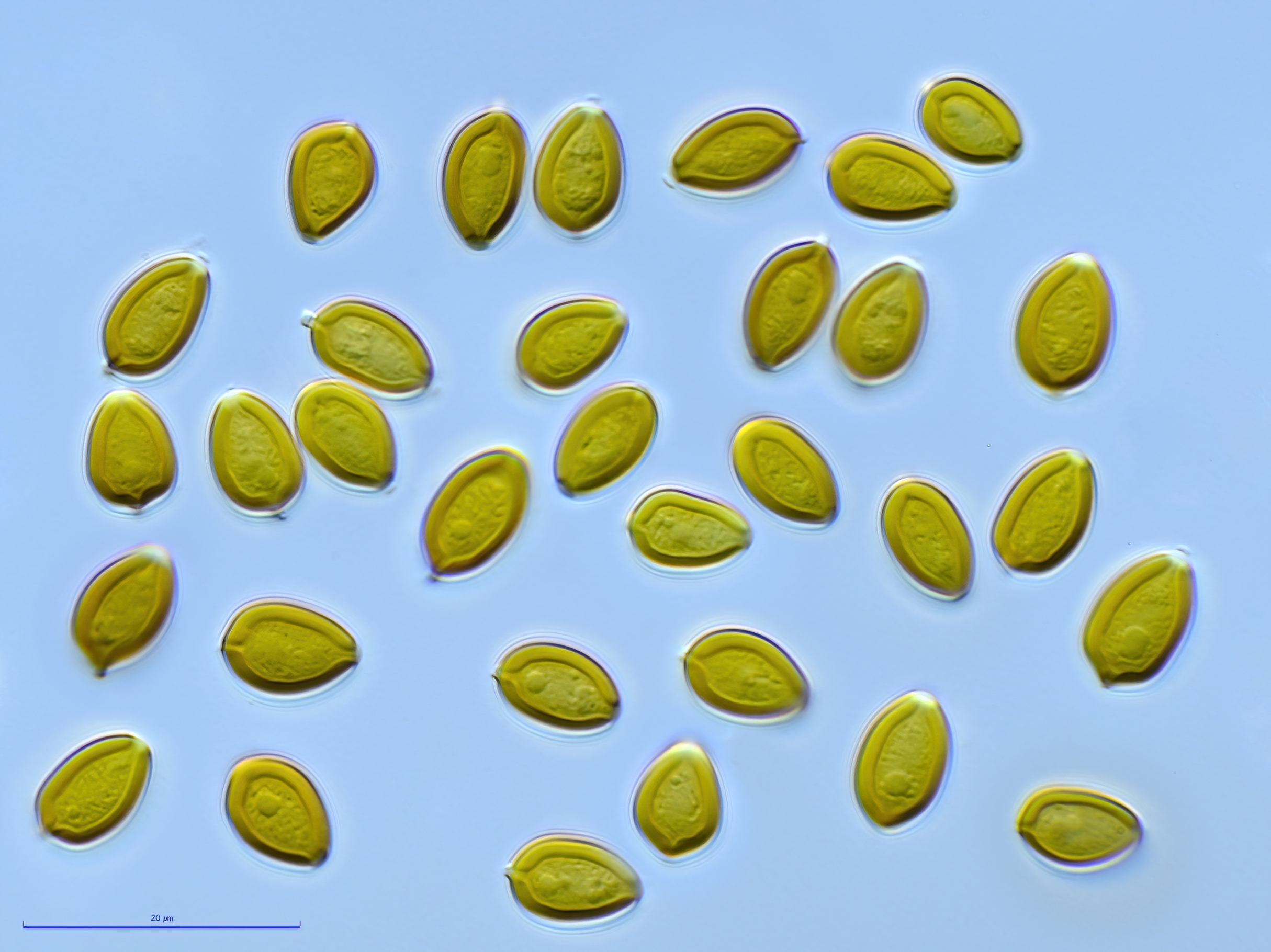
Os esporos podem parecer um pouco rômbico ou elipsoide, dependendo do ângulo em que são vistos.

A esporada é púrpura-marrom. Quando vistos com um microscópio, os esporos de P. tampanensis são um tanto rômbicos em vista frontal e aproximadamente elípticos em vista lateral; eles têm dimensões de 8,8-9,9 por 7-8,8 por 5,5-6,6 μm. Os esporos aparecem amarelo-amarronzados quando montados em uma solução de hidróxido de potássio e têm uma parede espessa e lisa, um poro germinativo distinto e um apêndice curto. Os basídios (células portadoras de esporos) têm quatro esporos, são hialinos (translúcidos) e medem de 14 a 22 por 8 a 10 μm. Os queilocistídios (cistídios na face da lamela) medem de 16 a 22 por 4 a 9 μm e são lageniformes (em forma de frasco) com pescoços finos e flexíveis com 2,2 a 3 μm de espessura, hialinos e raramente têm ramificações irregulares. Não há pleurocistídios (cistídios na face da lamela). As fíbulas estão presentes nas hifas.

### Espécies semelhantes
Guzmán considera o Psilocybe tampanensis como intermediário na forma entre P. mexicana e P. caerulescens. O Psilocybe mexicana tem um esporocarpo com formato mais parecido com o do Mycena e basídios mais longos, medindo 22-24 por 7,7-11 μm. Ela é conhecida apenas do México e da Guatemala. O Psilocybe caerulescens [en], encontrado nos EUA e na Venezuela, também é um pouco semelhante, mas tem um hábito colibioide (cogumelos de tamanho pequeno a médio com um píleo convexo), com esporos medindo 6,7-8 por 5,2-6,5 por 3,3-5,2 μm e queilocistídios de 15-22 por 4,4-5,5 μm.

## Habitat e distribuição
Por quase duas décadas após sua descoberta, o Psilocybe tampanensis era conhecido apenas da localidade tipo, a sudeste de Brandon, Flórida. Em 1996, Guzmán relatou tê-la encontrado em um prado com solo arenoso em uma floresta caducifólia no condado de Pearl River, Mississippi, um habitat semelhante ao do holótipo. No entanto, devido à sua escassez, suas preferências de habitat não são conhecidas com certeza. Como todas as espécies de Psilocybe, ela é saprófita.
Como algumas outras espécies psicoativas de pastagens, como Psilocybe semilanceata e Conocybe cyanopus, a P. tampanensis pode formar esclerócios - uma massa endurecida de micélios que é mais resistente a condições ambientais adversas do que os micélios normais. Essa forma de trufa confere ao fungo alguma proteção contra incêndios florestais e outros desastres naturais. Outras espécies de Psilocybe conhecidas por produzir esclerócios incluem Psilocybe mexicana e Psilocybe caerulescens. Os esclerócios também são produzidos quando a espécie é cultivada em cultura.

## Uso recreativo
O Psilocybe tampanensis contém os compostos psicodélicos psilocina e psilocibina e é consumido para fins recreativos e enteogênicos. A espécie foi considerada um dos cogumelos psicoativos mais populares confiscados pelas autoridades alemãs em um relatório de 2000, atrás do Psilocybe cubensis, Psilocybe semilanceata e Panaeolus cyanescens. O teor de alcalóides nas amostras confiscadas variava de não detectável a 0,19% de psilocibina e de 0,01 a 0,03% de psilocina. De acordo com o micologista Michael Beug, os cogumelos secos podem conter até 1% de psilocibina e psilocina; em termos de potência psicoativa, Stamets considera o cogumelo "moderadamente a altamente ativo".
Os compostos psicoativos também estão presentes nos esclerócios: em uma análise, os níveis de psilocibina obtidos dos esclerócios variaram de 0,31% a 0,68% por peso seco e dependeram da composição do meio de crescimento. Os esclerócios são vendidos sob o apelido de "pedras filosofais". Eles foram descritos como "parecidos com muesli congelado" e com um sabor um pouco amargo semelhante ao da noz. As cepas existentes como kits de cultivo comercial vendidos originalmente em revistas de drogas contraculturais são derivadas do cogumelo original encontrado por Pollock na Flórida. Os métodos foram originalmente desenvolvidos por Pollock e posteriormente ampliados por Stamets na década de 1980 para cultivar os escleródios em um substrato de grama de joio (Lolium) e em palha. Os escleródios preparados dessa forma levam de 3 a 12 semanas para se desenvolver. Pollock recebeu uma patente dos EUA em 1981 por seu método de produção de esclerócios.

### Status da legislação
A psilocina e a psilocibina são drogas classificadas em muitos países e os cogumelos que as contêm são proibidos por extensão. Nos Estados Unidos, em 1971, foi aprovada uma lei federal que colocou os componentes psicoativos na categoria mais restrita da lista I. Por cerca de três décadas depois disso, vários países europeus permaneceram relativamente tolerantes com o uso e a posse de cogumelos. Nos anos 2000 (década), em resposta ao aumento da prevalência e da disponibilidade, todos os países europeus proibiram a posse ou a venda de cogumelos psicodélicos; a Holanda foi o último país a promulgar essas leis em 2008. Entretanto, a Holanda não incluiu esclerócios contendo psilocibina na lei de 2008 e, portanto, os compostos fúngicos contendo psilocibina estão disponíveis comercialmente na Holanda. Em desenvolvimentos legais paralelos na Ásia, o P. tampanensis foi um dos 13 cogumelos psicoativos especificamente proibidos por lei no Japão em 2002.